# Geir Moen
Geir Moen (* 26. Juni 1969 in Oslo) ist ein ehemaliger norwegischer Leichtathlet, der für den südostnorwegischen Ort Moss antrat. Bei einer Körpergröße von 1,90 m betrug sein Wettkampfgewicht 85 kg.
Geir Moen wurde Vierter im 200-Meter-Lauf bei der Universiade 1991. Bei den Weltmeisterschaften 1993 schied er mit 20,99 s im Viertelfinale aus.
1994 verbesserte Moen seine Bestleistungen deutlich und reiste als Mitfavorit zu den Europameisterschaften nach Helsinki. Im 100-Meter-Lauf belegte er in 10,20 s Platz zwei hinter dem Briten Linford Christie (10,14 s). Das Finale über 200 Meter gewann Moen mit neuem norwegischen Rekord von 20,30 s vor dem Ukrainer Wladislav Dologudin (20,47 s). In der norwegischen 4-mal-100-Meter-Staffel fehlten Moen aber Partner mit ähnlichen Sprintfähigkeiten. Von elf angetretenen Staffeln kamen im Vorlauf alle außer den Briten ins Ziel, die Norweger verpassten als Neunte in 39,90 s den Finaleinzug. Nach diesen Erfolgen wurde Moen in seinem Heimatland die Stiftung-Morgenbladet-Goldmedaille zuteil.
Die Hallenweltmeisterschaften 1995 fand in Barcelona statt. Geir Moen gewann den 200-Meter-Lauf in 20,58 s vor Troy Douglas von den Bermudas (20,94 s). Im Freien bei den Weltmeisterschaften 1995 in Göteborg schied Moen über 100 Meter im Viertelfinale aus. Über 200 Meter wurde er als bester Europäer Sechster in 20,51 s.
Bei den Olympischen Spielen 1996 in Atlanta lief Moen im Viertelfinale 20,48 s, schied aber im Halbfinale in 20,98 s aus. Seine letzte internationale Endkampfplatzierung erreichte Moen bei den Europameisterschaften 1998, als er in 20,78 s Fünfter wurde. In den Ergebnislisten wird Moen als Vierter geführt, da der ursprünglich Viertplatzierte Troy Douglas – mittlerweile für die Niederlande startend – zu heftig gegen den Zielfotoentscheid über die Bronzemedaille protestiert hatte und dafür disqualifiziert wurde.
Geir Moen nahm auch an den Olympischen Spielen 2000 in Sydney teil, schied aber frühzeitig aus.
Insgesamt gewann Geir Moen 18 Norwegische Meistertitel auf den Sprintstrecken. Seine Bestleistungen von 10,08 s (100 Meter) und 20,17 s (200 Meter) waren norwegischer Rekord und hatten bis ins Jahr 2007 bestand. Im Jahr 2007 wurden beide Bestleistungen von Jaysuma Saidy Ndure auf 10,06 s bzw. 19,87 s verbessert.